# Свята Кіпру
- Новорічний день – 1 січня
- Богоявлення – 6 Січня
- Чистий понеділок – Дата змінна
- Грецький День Незалежності – 25 Березня
- Кіпрське Національне Свято – 1 Квітня
- Страсна п'ятниця – Дата змінна
- Велика субота – Дата змінна
- Великодня неділю – Дата змінна
- Великодній понеділок – Дата змінна
- Великодній вівторок – Дата змінна
- День Праці – 1 Травня
- П'ятидесятниця – Дата змінна
- Успіння Богородиці – 15 серпня
- День Незалежності Кіпру – 1 Жовтня
- Грецький Національний День – 28 Жовтня
- Переддень Різдва – 24 Грудня
- Різдво – 25 Грудня
- День Подарунків – 26 Грудня

## Громадський транспорт
На святкові дні автобуси працюють по недільному графіку.

## Зовнішні посилання
- Центральний Банк Кіпру - Святкові Дні

| Прапор Кіпру | Це незавершена стаття про Кіпр. Ви можете допомогти проєкту, виправивши або дописавши її. |